# 赫拉尔多·贝拉
赫拉尔多·贝拉·佩拉雷斯（西班牙語：Gerardo Vera Perales，1947年3月10日—2020年9月20日），西班牙舞台和劇裝設計师、演員、電影和戏剧导演。

## 生平
他在马德里康普顿斯大学学习英语文學，在英国艾希特大學学习劇場藝術。回到西班牙后，他在剧院、电影院和电视台担任布景和服装设计师。他早期执导的主要电影有《雨中的女人》（1992年）、《塞莱斯蒂娜》（1994年）、《第二肌肤》（2000年）和《红色恋情》（2003年）。1986年，他获得哥雅獎服装设计奖（《爱情魔术师》，卡洛斯·索拉执导）。1999年获哥雅獎最佳艺术指导奖（《你梦想的女孩》）。1988年，获戏剧成就国家奖。2004年6月至2011年12月担任马德里国立戏剧中心主任。
2006年，他执导了巴列-因克兰的戏剧《神谕》，2007年在纽约林肯表演藝術中心上演。
2020年9月20日因2019冠状病毒病逝世。